# Holymoorside and Walton
Holymoorside and Walton est une paroisse civile du Derbyshire, en Angleterre. Il inclut les deux villages de Holymoorside et de Walton.